# Melungeon
Die Melungeons sind verschiedene sogenannte tri-racial isolated (dt. isolierte tri-ethnische) Gruppen, die im Südosten der Vereinigten Staaten leben. Historisch sind sie insbesondere mit der Region um das Cumberland Gap in den Appalachen verbunden, dies schließt Gebiete Ost-Tennessees, des südwestlichen Virginia und des östlichen Kentucky ein. Die Melungeons stammen in der Regel von Europäern, Afroamerikanern und nordamerikanischen Indianern ab. Es ist unklar, wie viele dieser isolierten Gruppen existieren, manche Schätzungen gehen von bis zu 200 aus.
Da es häufig unklar war, welcher Ethnie die Menschen abstammten, wurden sie häufig auch als Mulatten, Mestizen oder Mustee bezeichnet. Diese Begriffe, ebenso wie das französisch inspirierte Melungeon, werden vom lateinischen Verb miscere, deutsch mischen abgeleitet. Die Entstehungstheorien der Melungeons haben sich über die Zeit gewandelt, tatsächlich könnte es sich nicht um die Geschichte eines Volkes, sondern um die individueller Familien handeln.

## Ähnliche Gruppen
Ähnliche Gruppen die als tri-ethnisch klassifiziert wurden, haben ihre eigene historische Entwicklung. Einige der Gruppen sind durch ihre Geschichte, die auf ihre Vorfahren im kolonialen Virginia zurückgeht, miteinander verknüpft. Einige identifizieren sich als indianische Stämme und erhielten die staatliche Anerkennung.
Delaware
Nanticoke-Moors (auch in Maryland) Nanticoke Gruppen in Delaware und New Jersey, verbunden mit dem Stamm der Lenape erhielten die staatliche Anerkennung.
Florida
Dominickers aus dem Holmes County im Florida Panhandle
Indiana
Ben-Ishmael Tribe, pejorativ auch Grasshopper Gypsies
Louisiana
Redbones (auch in Texas)
Maryland
Piscataway Indian Nation, früher auch We-Sorts, einer der mit den Piscataway verwandten Gruppen, staatlich anerkannt.
New Jersey and New York
Ramapough Mountain Indians auch Jackson Whites aus den Ramapo Mountains, in New Jersey und New York anerkannt.
North Carolina
Coree oder Faircloth Indianer aus dem Carteret County
Haliwa-Saponi, als Stamm anerkannt
Lumbee, als Stamm anerkannt
Person County Indians, auch Cubans und Portuguese
Ohio
Carmel Indians aus dem Highland County
South Carolina
Red Bones stammen von den Redbones ab
Turks
Brass Ankles
Virginia
Monacan, auch Issues aus den Counties Amherst und Rockingham,  bundesstaatlich anerkannter Stamm.
West Virginia
Chestnut Ridge people auch Mayles, oder pejorativ Guineas aus dem Barbour County